# A kilencedik kapu
A kilencedik kapu (eredeti cím: The Ninth Gate) Roman Polański 1999-ben bemutatott misztikus thrillerje. A forgatókönyv Arturo Pérez-Reverte A Dumas-klub című regényének feldolgozása alapján készült.

## Történet
Dean Corso könyvkereskedő, aki megbízói számára kutatja fel a könyvritkaságokat. Egyik ügyfele Boris Balkan mutat neki egy könyvet, amelyet nemrég vásárolt meg, Andrew Telfertől, aki nem sokkal később öngyilkos lett. A mű az Árnyak Birodalmának Kilenc Kapujáról szól, és állítólag maga az ördög írta. A könyvet Aristide Torchia nyomdász nyomtatta ki, akit az inkvizíció kivégzett. A könyv, amelyből az egyik Balkan tulajdonában van, 9 rejtélyes metszetet tartalmaz. Balkan egy különös megbízást ad Corsónak: arra kéri, hogy a mű további két ismert példányát kutassa fel, és vesse össze őket az ő példányával, mert véleménye szerint csak az egyik kötet autentikus. Balkan odaadja a könyvet Corsónak, aki nekilát a kutatásnak. Elrejti a kötetet egy könyvkereskedő barátjánál, akit nem sokkal később meggyilkolnak. Corso felkeresi Telfer özvegyét, Lianát, a könyvvel kapcsolatban. Később a nő meglátogatja Corsót a lakásán, hogy visszaszerezze a könyvet. Felbukkan egy titokzatos nő is, aki mintha Corsót követné. Corso Toledóba utazik, a Ceniza testvérekhez, hogy többet megtudjon a könyvről. Feltűnik neki, hogy néhány metszeten LCF aláírás szerepel. A Ceniza testvérek szerint ez azt jelenti, hogy Lucifer volt a szerző. Corso továbbutazik Sintrába, Portugáliába, ahol az egyik könyvtulajdonos Victor Fargas lakik. Fargas megengedi, hogy összevesse a köteteket. A kötetek között a metszetekben talál különbségeket, és azt is észreveszi, hogy ebben a kötetben is vannak metszetek LCF aláírással. Corso újra összefut a titokzatos nővel, akivel együtt látogat vissza Fargashoz. Azonban Fargas gyilkosság áldozata lett, holttestét a szökőkútban fedezik fel. Fargas könyvét elégve a kandallóban találják meg. Párizsban Corso meglátogatja Kessler bárónőt, aki először nem engedi kötetének tanulmányozását, de később meggondolja magát. Corso hasonló eltéréseket tapasztal Fargas kötetéhez hasonlóan, és itt is talál metszeteket LCF monogrammal. Amíg a kötetet ellenőrzi, Corsót leütik. Felébredve látja, hogy Kessler bárónőt meggyilkolták, irodáját felgyújtották. Corso még épp el tud menekülni a lángokból. Corso úgy véli a három könyv egy kulcs az Árnyak birodalmához, melyhez a három könyv metszeteire együtt van szükség. A szállodában Corso elrejti a Balkan kötetet, de reggelre ellopják. A nyomok Liana Telferhez vezetnek, akit családjának kastélyában talál meg. Kiderül róla, hogy egy titkos társaság tagja, akik a könyv alapján egy szertartást akarnak végrehajtani. Balkan félbeszakítja a szertartást és megöli Lianát, a könyvet magához veszi és elmegy. Corso rádöbben, hogy Balkan a felelős a halálesetekért és ő akarja megnyitni az Árnyak birodalmához vezető kapukat. De az egyik metszet hamisítvány, és Balkan szertartása nem sikerül, lángok csapnak fel, amikor Corso lelövi Balkant. Corso újra ellátogat a Ceniza testvérek nyomdájába, és ott rálel a hiányzó metszetre, mellyel megnyithatja az Árnyak birodalmához vezető utat.

## Szereplők
| Szereplő             | Színész            | Magyar hang        |
| -------------------- | ------------------ | ------------------ |
| Dean Corso           | Johnny Depp        | Lux Ádám           |
| Boris Balkan         | Frank Langella     | Szilágyi Tibor     |
| Liana Telfer         | Lena Olin          | Básti Juli         |
| A lány               | Emmanuelle Seigner | Kisfalvi Krisztina |
| Kessler Barónő       | Barbara Jefford    | Kassai Ilona       |
| Victor Fargas        | Jack Taylor        | Tolnai Miklós      |
| Pablo & Pedro Ceniza | Jose Lopez Rodero  | Dobránszky Zoltán  |

## Díjak, jelölések

### Európai Filmdíj(1999)
- díj: Legjobb európai teljesítmény a világ filmművészetében – Roman Polanski